# Natalia Guberna
Natalia Guberna (28 ianuarie 1958, București) este o solistă de muzică ușoară.
Începe să cânte muzică ușoară încă din timpul liceului, la „Clubul constructorilor“, apoi la cel al energeticienilor. Se lansează în viața muzicală, participă la Festivaluri și Concursuri. A cântat împreună cu Carmen Mureșan în Trio Express .Se înscrie la Școala populară de artă (clasa prof. Florica Orăscu) ale cărei cursuri le absolvă în 1978. Colaborează cu Teatrul „C. Tănase" (1980—1982) cântând în spectacole de revistă, („Idolul femeilor"), apoi cu Teatrul de Stat din Arad, Teatrul din Pitești, Casa de creație din Târgu Mureș.
În prezent actriță a Teatrului „Excelsior“ din București.

## Studii
- Liceul de Construcții Nr.1 București
- Școala Populară de Artă, secția canto-muzică ușoară, clasa prof. Florica Orăscu,  corepetitor Marius Pop (1978).

## Premii
- Concursul „Trofeul Bucureștiului", 1975, Premiul III,
- Festinului artei și culturii, 1976, Premiul de popularitate,
- Festivalul național „Cîntarea României", 1977, Premiul III,
- Concursul „București '78“, locul II și al revistei „Săptămîna",
- Concursul „Cântecul adâncului", Petroșani, 1978, locul I și trofeul „Lampa de aur".
- În anul 1979 participă la Festivalul „Inlertalent" de la Gotwaldow, Cehoslovacia.
- Apare în emisiuni de Radio și Televiziune

## Apariții TV
- Meridianele cantecului
- Slagare în devenire
- Buna seara fete, buna seara băieți
- Veniti cu noi, pe programul doi
- Album duminical
- La sfârsșt de săptămână
- Tip-Top Mini Top
- Ruleta visului
- Telemagia
- Cu pile fără pile
- Star Fame
- Lucky
- Zodia fluturelui”

## Album
- „O iubire mi-a batut la geam“ (Electrecord 1998)

## Repertoriu selectiv
- „Sub un petec de cer“ (Al. Mandy)
- „Să visez" (M. Dragomir)
- „La anii mei" (S. Hera)
- „Ochii mei" (G. Grigoriu)
- „Merg fluierând" (R. Șerban)
- „Am numai 16 ani" (C. Fugaru)
- „Valuri albe"
- „Un cântec pentru soare"
- „Crede-mă iubite"
- „Un, doi trei" (repertoriu internațional)